# Nikolay Gulyayev
Pour les articles homonymes, voir Nikolaï Gouliaïev.
Nikolay Alekseyevch Gulyayev (en russe Николай Алексеевич Гуляев), né le 1er janvier 1966 à Vologda, est un patineur de vitesse soviétique puis russe notamment champion olympique sur 1 000 mètres en 1988.

## Biographie
Nikolaï Gouliaïev commence sa carrière internationale en 1986 quand il prend une surprenante deuxième place aux championnats d'Europe toutes épreuves sur 1 500 mètres. En 1987, il est médaillé d'or aux championnats d'Europe et aux championnats du monde toutes épreuves où il bat les records du monde du grand combiné avec 159,356 points et du 1 500 mètres en 1 min 52 s 70. Il gagne cette année-là le prix Oscar Mathiesen, décerné au meilleur patineur de vitesse de la saison. En 1988, il est pris quand il tente de faire passer 700 capsules de dianabol, un stéroïde anabolisant, et ne peut pas participer aux Championnats d'Europe ni aux Championnats du monde. N'ayant pas été testé positif, il participe aux Jeux olympiques d'hiver de 1988 et remporte la médaille d'or sur 1 000 mètres. Gouliaïev patine encore pendant quelques années mais avec moins de succès. Après sa carrière, il est entraîneur puis vice-président de la fédération russe de patinage de vitesse,.